# MAPRE3
MAPRE3‏ (Microtubule associated protein RP/EB family member 3) هوَ بروتين يُشَفر بواسطة جين MAPRE3 في الإنسان.